# هنکاک (میشیگان)
هنکاک، میشیگان (به انگلیسی: Hancock, Michigan) یک شهر در ایالات متحده آمریکا با جمعیت ۴٬۶۳۴ نفر است که در میشیگان واقع شده‌است.

## موقعیت جغرافیایی
موقعیت جغرافیایی شهرها و مناطق اطراف به شرح زیر است: